# Academia Cristiano Ronaldo
A Academia Cristiano Ronaldo, inaugurada a 21 de Junho de 2002, é a academia de futebol do Sporting Clube de Portugal.
O Sporting anunciou em setembro de 2020, que a Academia de Alcochete ia passar-se a chamar Academia Cristiano Ronaldo.

## História
Inaugurada em 2002, com cerca de 250 mil metros quadrados, a Academia Sporting foi o primeiro complexo desportivo com esta envergadura e qualidade feito em Portugal e um dos mais modernos e melhor equipados da Europa.
É o local de trabalho de todo o futebol leonino, ao serviço da preparação e dos estágios da equipa profissional e de todos os escalões de formação a partir dos 13 anos de idade, tendo como principal finalidade a formação de jovens jogadores, aptos a enveredarem por uma carreira, no mundo cada vez mais competitivo, do futebol profissional, permitindo à SAD do clube gerir o futuro do seu plantel profissional numa óptica de desenvolvimento sustentado.
Conhecida pela formação de jovens jogadores, formou jogadores como Cristiano Ronaldo, João Moutinho, Nani, Miguel Veloso, Rui Patrício, Carriço, Adrien Silva, Cédric Soares, Bruma, William Carvalho e Carlos Mané, que são apenas alguns de uma extensa lista.
Serviu de centro de estágio à Seleção Portuguesa durante o Euro 2004, e muitos clubes também fizeram pré-época na Academia, clubes como o Borussia Dortmund.
É considerado por grandes personalidades do futebol mundial como Luis Felipe Scolari, Pierluigi Collina, Alex Ferguson, Roy Keane entre outros, como uma das melhores academias de futebol alguma vez vistas.
Em 2010, a Academia Sporting tornou-se a primeira na Europa a receber o certificado de qualidade ISO9001:2008, atribuído pela EIC (Empresa Internacional de Certificação e Reconhecimento do Modelo de Excelência, da European Foundation for Quality Management), um feito histórico assinalado numa cerimónia a 19 de Janeiro desse ano.

### Ataque à Academia de Alcochete
No dia 15 de maio de 2018, 50 elementos identificados pela Polícia de Segurança Pública como sendo da claque Juventude Leonina, entre os adeptos o ex líder da claque Fernando Mendes, invadem as instalações da academia e agridem alguns jogadores e membros da equipa técnica.
Em novembro de 2018 são constituídos 44 arguidos, incluindo o ex-presidente do clube de Alvalade acusados de coautoria de 40 crimes de ameaça agravada, de 19 crimes de ofensa à integridade física qualificada e de 38 crimes de sequestro, todos estes (97 crimes) classificados como terrorismo.
A 28 de maio de 2020, data do julgamento, o processo terminou com 28 penas suspensas, 4 multados, 9 penas efetivas e 3 absolvições. O ex-presidente do Sporting Clube de Portugal foi ilibado de qualquer participação no ataque.

## Instalações

### Infraestruturas Desportivas
A Academia Cristiano Ronaldo dispõe de três campos de futebol com relva natural e dimensões de 110x70 metros, três campo de relva sintética com 90x70 metros e um recinto coberto equipado com piso sintético de 60x40 metros.
O campo principal tem o apoio de bancadas com capacidade para mil espectadores, parcialmente cobertas e balneários de apoio para visitante, visitado e equipas de arbitragem.
O Centro de Futebol do Sporting está servido por dois amplos ginásios dotados com a mais moderna aparelhagem para manutenção e desenvolvimento da forma física, tanques de hidromassagem, banho turco, bem apetrechado centro médico e balneários para técnicos e atletas dos diversos escalões.
As vastas dimensões do espaço onde foi construída a Academia Cristiano Ronaldo permitem a utilização de aproximadamente 120 mil metros quadrados de matas como espaços de lazer e zonas de cross.
Um tanque de hidroterapia, também utilizado como piscina de lazer e um campo polidesportivo ao ar livre completam o leque das infraestruturas desportivas disponíveis.

### Infraestruturas Hoteleiras
A Academia Cristiano Ronaldo dispõe de um bem apetrechado edifício central, construído de raiz, com 11 mil metros quadrados de área coberta e arquitetura tradicional portuguesa enquadrada na paisagem. Estruturado de forma muito funcional adapta-se às exigências da alta competição e da formação no futebol.
O edifício tem 91 quartos totalmente equipados, com varanda, 18 dos quais duplos disponíveis para alugar. No edifício funcionam dois refeitórios, um dos quais em regime de self-service, e salas de estar cómodas, decoradas com muito bom gosto e equipadas com jogos. As instalações hoteleiras incluem cozinha e rouparia.
As amenidades do clima proporcionam ainda o aproveitamento de esplanadas e espaços de convívio comuns adjacentes ao edifício para os momentos de repouso e lazer.

### Outras
O edifício central da Academia Cristiano Ronaldo está dotado com um moderno, cómodo e funcional auditório com 70 lugares e capacidades multimédia. O complexo desportivo do futebol do Sporting dispõe de sala de conferência de imprensa e sala de imprensa equipadas com as funcionalidades adequadas às exigências da moderna sociedade de informação.
O espaço da Academia integra ainda áreas de estacionamento para atletas e visitantes e garagem em condições para acolher autocarros.
Situada num ambiente verde e tranquilo, propício à reflexão, a Academia Cristiano Ronaldo é um local com características privilegiadas para a realização de eventos que vão para além do desporto.
Sendo um centro de formação por excelência, a Academia tem todas as características para a realização de formações profissionais (seminários, congressos ou outras apresentações), dando um certo toque de originalidade ao evento.

## Escolas Academia Cristiano Ronaldo
Ao criar uma rede de Escolas de Futebol Academia Cristiano Ronaldo para crianças entre os 5 e os 14 anos e espalhadas por todo o País, o Sporting pretende não só detectar talentos, mas também contribuir para a formação desportiva dos jovens portugueses, e incutir-lhes a cultura de um Clube centenário.
Assim o Sporting associando-se a escolas de futebol já existentes, ou a outras que sejam formadas para o efeito, fornece-lhes a sua experiência e saber acumulados e a imagem da sua marca de qualidade ímpar, coordenando um trabalho sistematizado dentro dos moldes pré-estabelecidos pela Academia Cristiano Ronaldo, esperando mais tarde colher frutos desse investimento.
O projeto arrancou com quatro escolas - Clube Internacional de Futebol (CIF), que tem como diretor Carlos Xavier, a escola 4x4x2, situada na Alta de Lisboa, a Indoorfut de Corroios, e a FUTIndoor de Setúbal - mas o interesse depressa cresceu por todo o País, e hoje de Viana do Castelo ao Algarve, já são mais de vinte as Escolas Academia Cristiano Ronaldo, que movimentam milhares de crianças, algumas das quais já foram integradas nas equipas jovens do Sporting.
Entretanto já se tornou numa tradição a realização de um encontro das escolas no final de cada época, que se transformou numa enorme festa pintada de verde e branco, onde os miúdos podem conviver com os craques da equipa principal, e jogar no relvado do Estádio José Alvalade.